# Corey Vanular
Corey Vanular (* 26. Dezember 1987) ist ein ehemaliger kanadischer Freestyle-Skier. Er war auf die Freeski-Disziplin Halfpipe spezialisiert und gewann bei den Weltmeisterschaften 2005 die Bronzemedaille.

## Biografie
Der aus Whistler, British Columbia, stammende Vanular gab am 22. November 2003 in Saas-Fee sein Debüt im Freestyle-Skiing-Weltcup, als erstmals in dessen Geschichte ein Wettkampf auf der Halfpipe ausgetragen wurde. Als jüngster Teilnehmer belegte der 15-Jährige Rang fünf. In den beiden weiteren Wettkämpfen der Saison in Les Contamines und Bardonecchia wurde er Achter und Fünfter, in der Disziplinenwertung belegte er Rang sieben. 2004/05 startete er nicht mehr im Weltcup. Bei den Weltmeisterschaften in Ruka, wo die Halfpipe erstmals auf dem Programm stand, gewann er hinter den Franzosen Mathias Wecxsteen und Loïc Collomb-Patton die Bronzemedaille. Danach bestritt er keine FIS-Wettkämpfe mehr.
Bereits während seiner Laufbahn im Leistungssport zeigte Corey Vanular seine Tricks in mehreren Skifilmen. Im Jahr 2013 gab er nach einer Verletzungsserie sein Comeback bei Level 1 Productions. Seine jüngere Schwester Caley Vanular war als Freestyle-Snowboarderin aktiv.

## Erfolge

### Weltmeisterschaften
- Ruka 2005: 3. Halfpipe

### Weltcup
- 3 Platzierungen unter den besten zehn

### Weltcupwertungen
| Saison  | Gesamt | Gesamt | Halfpipe | Halfpipe |
| Saison  | Platz  | Punkte | Platz    | Punkte   |
| ------- | ------ | ------ | -------- | -------- |
| 2003/04 | 47.    | 19     | 7.       | 94       |